# Klaus Zander
Pour les articles homonymes, voir Zander.
Klaus Zander, né le 6 septembre 1956, à Cologne, en Allemagne de l'Ouest, est un ancien joueur allemand de basket-ball. Il évolue durant sa carrière au poste de pivot.

## Palmarès
- Coupe d'Allemagne 1980, 1981, 1983